# A Doll's House (1922)
A Doll's House is een Amerikaanse stomme film uit 1922 onder regie van Charles Bryant. De film is gebaseerd op het toneelstuk Nora of Een poppenhuis van Henrik Ibsen.

## Verhaal
Nora Helmer leidt tegenwoordig een normaal leventje, maar heeft jaren geleden een misdaad gepleegd om haar man in leven te houden. Haar donkere verleden achtervolgt haar als een man haar chanteert. Nora vreest niet alleen voor haar eergevoel, maar als ze beseft hoe gevaarlijk de man is, begint ze ook te vrezen voor haar leven.

## Rolverdeling
| Acteur           | Personage      |
| ---------------- | -------------- |
| Alla Nazimova    | Nora Helmer    |
| Alan Hale        | Torvald Helmer |
| Philippe De Lacy | Ivar           |
| Nigel De Brulier | Dokter Rank    |
| Elinor Oliver    | Anna           |
| Clara Lee        | Ellen          |